# Col du San Bernardino
Pour les articles homonymes, voir San Bernardino.
Le col du San Bernardino ou col de Saint-Bernardin (en italien passo del San Bernardino, en allemand peu utilisé Sankt-Bernhardinpass ou Sankt Bernhardin) est un col alpin suisse situé à 2 067 mètres d'altitude reliant Thusis dans les Grisons à Bellinzone dans le Tessin.

## Toponymie
Il doit son nom à Bernardin de Sienne (ou saint Bernard de Sienne).

## Géographie

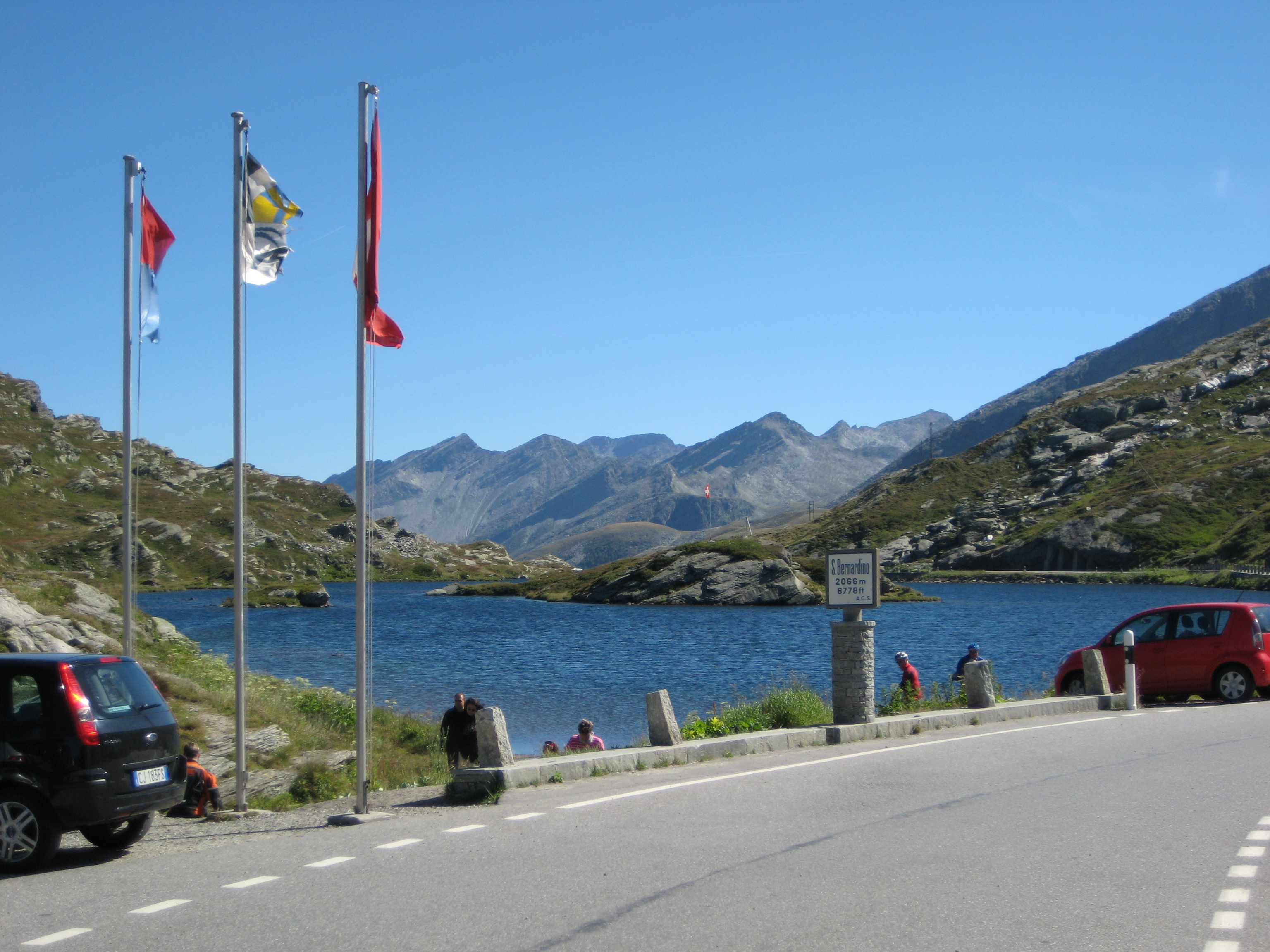
Le col du San Bernardino.

Le col est dominé à l'ouest par le Zapporthorn (3 152 m) et à l'est par le piz Uccello (2 724 m).
Il fait communiquer la vallée du Rhin avec celle du Tessin par l'intermédiaire des vallées du Rhin antérieur et du val Mesolcina, affluents respectifs de ces deux fleuves.
Au col, la route longe le petit lac Moesola sur les bords duquel se trouve l'hospice.

## Histoire
Le col était déjà connu avant l'époque romaine. La route romaine puis médiévale, les routes commerciales de 1768 et 1820 sont classées comme bien culturel suisse d'importance nationale. Elle faisait communiquer la Bavière avec la région de Milan.
Un hospice y a été construit en 1541 par Enrico Sacco, comte de la Mesolcina.
La route, ouverte entre 1818 et 1823, a une longueur de 60 kilomètres et une déclivité de 10 %.
Le tunnel routier du San Bernardino a été mis en service en 1967 et a rendu le passage du col praticable toute l'année.

## Cyclisme
L'ascension de ce col était au programme de la 20e étape du Giro 2021. Elle était classée en 1re catégorie.